# إبراهيم الكوني
إبراهيم الكوني كاتب ليبي يؤلف في الرواية والدراسات الأدبية والنقدية واللغوية والتاريخ والسياسة. اختارته مجلة لير الفرنسية أحدَ أبرز خمسين روائياً عالمياً معاصراً، وأشادت به الأوساط الثقافية والنقدية والأكاديمية والرسمية في أوروبا وأمريكا واليابان، ورشحته لجائزة نوبل مراراً، ووضع السويسريون اسمه في كتاب يخلد أبرز الشخصيات التي تقيم على أراضيهم وهو الكاتب الوحيد من منطقة الشرق الأوسط وشمال أفريقيا لا بل الوحيد أيضاً من العالم الثالث في هذا الكتاب، ورئيس سويسرا اصطحبه معه في واحدة من أبرز المحطات الثقافية، حيث كان أول أجنبي اختير عضو شرف في وفد يرأسه الرئيس السويسري سنة 1998 م عندما كانت سويسرا ضيف شرف في معرض فرانكفورت الدولي للكتاب في عيده اليوبيل الخمسين، العيد الذهبي. وقد ألف 81 كتاباً، وترجمت كتبه إلى لغات العالم الحية زُهاءَ 40 لغة. وتدرس في المناهج في جامعات عديدة كما في السوربون، أو جامعة طوكيو، أو جامعة جورج تاون، وتعتمد كمادة مرجعية للدراسات البحثية لنيل الدرجات العلمية.

## سيرته
ولد إبراهيم الكوني بغدامس في ليبيا عام 1948م، وأنهى دراسته الإعدادية والثانوية في الجنوب الليبي، وبعد دراسة أدبية في بلاده، قصد معهد غوركي للآداب بموسكو، حيث حصل على الليسانس ثم الماجستير في العلوم الأدبيّة والنقدية عام 1977م.

## وظائف ومناصب تقلدها
عمل إبراهيم في وظائف صحفية ودبلوماسية عديدة حيث كان مستشاراً دبلوماسياً في السفارات الليبية في روسيا وبولندا وسويسرا وتولى رئاسة تحرير مجلة الصداقة الليبية البولندية وكان مراسلاً لوكالة الأنباء الليبية في موسكو ومندوباً لجمعية الصداقة الليبية البولندية  وتولى منصباً في وزارة الشئون الاجتماعية في سبها ثم وزارة الإعلام والثقافة.

## أسلوبه الأدبي
عندما كان إبراهيم يدرس في معهد غوركي للآداب في بدايات السبعينات كانت النظرية السائدة هي أن الرواية عمل مديني، وهذه نظرية جورج لوكاتش، وحسب النظرية لا يمكن أن تكون الرواية خارج المدينة، وقد تمكن إبراهيم الكوني من قلب هذه النظرية؛ لينتج روايات وملاحم صحراوية متعددة الأجزاء. ويقوم عمله الروائي على عالم الصحراء بما فيه من ندرة وقسوة وانفتاح على جوهر الكون، وتدور معظم رواياته حول العلاقة الجوهرية التي تربط الإنسان بالطبيعة الصحراوية وموجوداتها وعالمها المحكوم بالحتمية والقدر الذي لا يرد.

## أعماله اللغوية (بيان في لغة اللاهوت)
أدرك إبراهيم أن إتقان اللغات ضروري لفهم اللغة الأم القديمة فتعمق في دراسة لغات عديدة وتبحر في التاريخ وخصوصاً تاريخ الديانات والأدب والفلسفات، وتعلم لغات عديدة ، حيث يجيد سبع لغات، هي: العربية، والروسية، والإنجليزية، والبولندية، والألمانية، والإسبانية، واللاتينية. وألف سلسلة كتب بعنوان "بيان في لغة اللاهوت"، ويرى أن هذه السلسلة لو ترجمت إلى لغات غير العربية، لأحدثت ثورة كبيرة، والسبب في عدم ترجمتها أن الذين يعرفون اللغة العربية لا يعرفون الفلسفة ولا يعرفون اللغات الأخرى السومرية واليونانية القديمة، وأولئك الذين يعرفون هذه الفلسفات لا يعرفون اللغة العربية. وتتناول هذه السلسلة موضوعات وجودية أساسية تتمثل في اللغة البدئية التي انبثقت منها اللغات، والحضارة الأولى التي انبثقت منها حضارات العالم.

## قالوا عنه
- المترجم الألماني "هارتموت فندريش" الذي درس اللغة العربية وتاريخ الثقافة الإسلامية:[8]

| إبراهيم الكوني | أعتبر إبراهيم الكوني ظاهرة استثنائية في حقل الإبداع الأدبي العربي: وحتى من الصحراء، يكتب عن الصحراء كرمز للوجود الإنساني والعودة إلى كل الكنز الإسطوري لعالم حوض البحر الأبيض المتوسط. هذا أمر فريد في الأدب العربي. بالنسبة لي، من الممكن أن يكون الكوني منافساً على جائزة نوبل للأدب. | إبراهيم الكوني |

- مارسيا لينكس كوالي، وهي صحافية ومستعربة أميركية مستقلة متخصصة في الثقافة العربية:[9]

| إبراهيم الكوني | يتميز إبراهيم الكوني ليس فقط من خلال لغته المستوحاة من النصوص العربية الكلاسيكية، وإنما تعتبر أيضا مشهد الصحراء، والمعتقدات الدينية وقصائد الطوارق سمات خاصة به. نجد في العديد من أعمال إبراهيم الكوني أن المشاهد الطبيعية والحيوانات ليست مجرد إكسسوارات السرد، بالأحرى يسلط عمله على نظرة جديدة على العلاقة بين البشر والحيوان، و بين الروح والمشاهد الطبيعية. | إبراهيم الكوني |

## الجوائز
حاز إبراهيم الكوني على 15 جائزة دولية لم يفز بها كاتب في منطقة الشرق الأوسط وشمال إفريقيا على الإطلاق ، منها:
- جائزة الدولة السويسرية، على رواية «نزيف الحجر» 1995 م.
- جائزة الدولة في ليبيا، على مجمل الأعمال 1996 م.
- جائزة اللجنة اليابانية للترجمة، على رواية «التبر» 1997 م.
- جائزة الدولة السويسرية على رواية المجوس 2001 م.
- جائزة التضامن الفرنسية مع الشعوب الأجنبية، على رواية «واو الصغرى» 2002 م.
- جائزة الدولة السويسرية الاستثنائية الكبرى، على مجمل الأعمال المترجمة إلى الألمانية، 2005 م.
- جائزة رواية الصحراء (جامعة سبها – ليبيا) 2005 م.
- جائزة محمد زفزاف للرواية العربية، المغرب 2005 م.
- وسام الفروسية الفرنسي للفنون والآداب 2006 م.
- جائزة (الكلمة الذهبية) من اللجنة الفرنكفونية التابعة لليونسكو.
- جائزة الشيخ زايد للكتاب فرع الآداب في دورتها الثانية 2007-2008 م على رواية «نداء ما كان بعيداً».
- جائزة ملتقى القاهرة الدولي الخامس للإبداع الروائي العربي 2010 م.

- جائزة مونديللو العالمية للآداب عن كتا «وطن الرؤى السماوية» إيطاليا 2009.

- القائمة القصيرة لجائزة المان بوكر الدولية (بريطانيا) 2015

- جائزة الترجمة الوطنية الأمريكية على رواية واو الصغرى 2015  م.[11][12][13][14][15]
- -جائزة الزمالة العالمية، جامعة لويس الإيطالية 2023.[16]

## الترشيحات
- رشح للقائمة القصيرة لجائزة مان بوكر الدولية عام 2015 م على رواية «ناقة الله».[17]
- وصل للقائمة القصيرة للجائزة العالمية للرواية العربية عن روايته الورم

## مؤلفاته
- ثورات الصحراء الكبرى 1970 م.
- نقد ندوة الفكر الثوري 1970 م.
- الصلاة خارج نطاق الأوقات الخمسة (قصص ليبية) 1974 م.
- ملاحظات على جبين الغربة (مقالات) 1974 م.
- جرعة من دم (قصص) 1993 م.
- شجرة الرتم (قصص) 1986 م.
- رباعية الخسوف (رواية) 1989 م:
  - الجزء الأول: البئر.
  - الجزء الثاني: الواحة.
  - الجزء الثالث: أخبار الطوفان الثاني.
  - الجزء الرابع: نداء الوقواق.
- التبر (رواية) 1990 م.
- نزيف الحجر (رواية) 1990 م.
- القفص (قصص) 1990 م.
- المجوس (رواية) :
  - الجزء الأول 1990 م.
  - الجزء الثاني 1991 م.
- ديوان النثر البري (قصص) 1991 م.
- وطن الرؤى السماوية (قصص) 1991 م.
- الخروج الأول إلى وطن الرؤى السماوية (مختارات قصصية) 1991 م.
- الوقائع المفقودة من سيرة المجوس (قصص) 1992 م.
- الربة الحجرية ونصوص أخرى 1992 م.
- خريف الدرويش (رواية – قصص – أساطير) 1994 م.
- الفم (رواية) 1994 م.
- السحرة (رواية):
  - الجزء الأول: 1994 م.
  - الجزء الثاني:1995 م.
- فتنة الزؤان، الرواية الأولى من ثنائية خضراء الدمن 1995 م.
- بر الخيتعور (رواية) 1997 م.
- واو الصغرى (رواية) 1997 م.
- عشب الليل (رواية)1997 م.
- الدمية (رواية) 1998 م.
- صحرائي الكبرى (نصوص) 1998 م.
- الفزاعة (رواية) 1998 م.
- الناموس:
  - الناموس (الجزء الأول) 1998 م.
  - في طلب الناموس المفقود (الجزء الثاني) 1999 م.
  - أمثال الزمان (الجزء الثالث) 1999 م.
- سأسر بأمري لخلاني الفصول (ملحمة روائية) 1999 م:
  - الجزء الأول: الشرخ.
  - الجزء الثاني: البلبال.
  - الجزء الثالث: برق الخلب.
- وصايا الزمان (نصوص)1999 م.
- نصوص الخلق (نصوص) 1999 م.
- ديوان البر والبحر (نصوص) 1999 م.
- الدنيا أيام ثلاثة (رواية) 2000 م.
- نزيف الروح (نصوص) 2000 م.
- أبيات (نصوص) 2000 م.
- بيت في الدنيا وبيت في الحنين (رواية) 2000 م.
- رسالة الروح (نصوص) 2001 م.
- بيان في لغة اللاهوت، لغز الطوارق يكشف لغزَي الفراعنة وسومر (موسوعة البيان) 2001 م:
  - بيان في لغة اللاهوت (موسوعة البيان) جزء 1 أوطان الأرباب 2001 م.
  - بيان في لغة اللاهوت (موسوعة البيان) جزء 2 أرباب الأوطان 2001 م.
  - بيان في لغة اللاهوت (موسوعة البيان) جزء 3 أرباب الأوطان 2001 م.
  - بيان في لغة اللاهوت (موسوعة البيان) جزء 4 (المقدمة في ناموس العقل البدئي).
- ملحمة المفاهيم لغز الطوارق يكشف لغزي الفراعنة وسومر:
  - ملحمة المفاهيم لغز الطوارق يكشف لغزي الفراعنة وسومر جزء 1 (موسوعة البيان) جزء 5، 2003 م.
  - ملحمة المفاهيم لغز الطوارق يكشف لغزي الفراعنة وسومر جزء 2 (موسوعة البيان) جزء 6، 2005 م.
  - ملحمة المفاهيم لغز الطوارق يكشف لغزي الفراعنة وسومر جزء 3 (موسوعة البيان) جزء 7، 2006 م.
- منازل الحقيقة 2003 م.
- أسطورة حبّ إلى سويسرا 2003 م.
- لحون في مديح مولانا الماء 2002 م.
- البحث عن المكان الضائع (رواية) 2003 م.
- أنوبيس (رواية) 2002 م.
- الصحف الأولى (أساطير ومتون) 2004 م.
- مراثي أوليس (رواية) 2004 م.
- صحف إبراهيم (متون) 2005 م.
- المحدود واللامحدود (متون) 2002 م.
- ملكوت طفلة الربّ (رواية) 2005 م.
- لون اللعنة (رواية) 2005 م.
- هكذا تأمّلت الكاهنة ميم (متون) 2006 م.
- نداء ما كان بعيداً (رواية) 2006 م.
- في مكانٍ نسكنه: في زمانٍ يسكننا (رواية) 2006 م.
- يغقوب وأبناؤه (رواية) 2007 م
- قابيل .. أين أخوك هابيل ؟! (رواية) 2007 م.
- الورم (رواية) 2008 م.
- يوسف بلا إخوته (رواية) 2008 م.
- من أنت أيها الملاك ؟ (رواية) 2009 م.
- رسول السموات السبع (رواية) 2009 م.
- جنوب غرب طروادة جنوب شرق قرطاجة (رواية) 2011 م.
- فرسان الأحلام القتيلة (رواية) 2012 م.
- وطني صحراءٌ كبرى (متون) 2010 م.
- ثوبٌ لم يدنَّس بسمّ الخِياط (متون) 2012 م.
- عدوس السُّرَى (مذكّرات):
  - الجزء الأول: 2012 م.
  - الجزء الثاني: 2013 م.
  - الجزء الثالث: 2014 م.
  - الجزء الرابع: 2016 م.
- ناقة الله (رواية) 2015 م.
- معزوفة الأوتار المزمومة 2015 م.
- أهل السرى 2016 م.

## وصلات خارجية
- (فيديو)، إبراهيم الكوني في برنامج (زيارة خاصة) على قناة الجزيرة.